# Ge oss mod att våga leva
Ge oss mod att våga leva är en svensk psalm med text och musik skriven 1969 av körledaren Kjell Janunger. Textens andra vers bygger på Psaltaren 25:4 och Johannesevangeliet 14:4, tredje versen på Johannesevangeliet5:4 och fjärde versen på Johannesevangeliet 14:27.

## Publicerad i
- EFS tillägg till Den svenska psalmboken (1986) som nummer 787 under rubriken "Att leva av tro: Efterföljd – helgelse".[1]
- Verbums psalmbokstillägg 2003 som nummer 785 under rubriken "Att leva av tro: Efterföljd – helgelse".[1]